# 加藤ひさし
加藤 ひさし（かとう ひさし、本名：加藤 弥、1960年11月22日 - ）は、日本のミュージシャン。ザ・コレクターズ(THE COLLECTORS)のリーダー、ボーカル担当。
ザ・コレクターズで楽曲を制作するほか、矢沢永吉の詞を手がけるなど、作詞家・作曲家としての提供作も多数。

## 概要
ザ・コレクターズのボーカル兼リーダー。ザ・フーやピンク・フロイドに影響を受けて、1979年にモッズ・バンド「THE BIKE(元エキセントリック・ジャム)」を結成。1985年に解散し、翌年にザ・コレクターズを結成。以来、30年以上に渡って音楽活動を続けている。
ザ・コレクターズの楽曲制作のほか、藤井フミヤや矢沢永吉、小泉今日子などの歌手にも楽曲を提供している。
近年は東日本大震災の原発事故などから、「脱原発」を訴えている。再生可能エネルギーへの転換を目指して、バンド「CHANGE ENERGY’S」を結成し、2013年にはフジロック・フェスティバルに出演した。

## 来歴
1979年
- 高校時代の同級生である三村直輝、斉藤清と共に、バンド「エキセントリック・ジャム」を結成。当時はパンキッシュな楽曲が多く[2]、加藤の歌い方には、現在との違いがみられる。当時はボーカルとベースを担当。

1980年
- ザ・ジャムの来日公演を観に行き、その衝撃から、何もない埼玉県県北部からモッズとなる。
- エキセントリック・ジャムを「THE BIKE」と名を改める。[3]
- 大学卒業後は、サラリーマンをしながらバンド活動を続ける。

1985年
- THE BIKEに新たにベーシストを迎え「THE BIKES」と改名、ボーカルに専念するも解散。

1986年
- 2月、THE COLLECTORSを結成。バンドの名付け親は加藤自身である。その後バンドにはギタリストの古市コータローらが加入する。

1987年
- 11月21日、THE COLLECTORSのアルバム『僕はコレクター』でメジャーデビュー。

1991年
- 9月30日、「PATi PATi Rock'n Roll」誌上の連載を一冊にまとめた『アメイジング・ストリート』を出版。

1996年
- ROLLYと21st Century Starsを結成、シングル『21世紀のラヴァーズ』をリリース。

2008年
- 古市コータロー、オカモト"MOBY"タクヤ（Scoobie Do）、キタシンイチ（The JFK）とテスコの楽器を演奏するエレキバンド、KOTARO AND THE BIZARRE MEN（コータロー・アンド・ザ・ビザールメン）を結成。ボーカルとベースを担当。

2009年
- 1月よりBSフジ放送「続・BS☆フジイ」のコーナー「加藤先生のロック塾」に加藤塾長として準レギュラー出演[4]。
- 1月8日、古市コータローとポッドキャスト「池袋交差点24時」配信開始。
- 12月、ポッドキャスト「池袋交差点24時」がiTunes Store「iTunes Rewind 2009」のポッドキャスト部門にて、ベスト25に選ばれる。以降2010年、2013年、2014年、2015年でも同部門に選ばれている。

2012年
- 6月19日、古市コータローらと共に、SUNTORY「STONES BAR」のCMに出演。
- 9月7日、ポッドキャスト「池袋交差点24時」が、P-Vine BOOKsにより書籍化。
- 9月12日 、KOTARO AND THE BIZARRE MENの1stアルバム『エレキの若旦那』をリリース。

2013年
- 4月、加藤と近藤サトがパーソナリティを務めるNHK-FM放送「ソング・アプローチ」が放送開始。

2014年
- 7月、日本コロムビア所属のミュージシャンや歌手をゲストに迎えるUstream配信番組、「加藤ひさしのコロムビア大行進」が開始。ゴーイング・アンダーグラウンドの松本素生と共にMCを務める。。

2020年
- 11月3日 - 9日、八木橋百貨店にて加藤ひさし衣装展「I’m only 60 years old」が催される。
- 11月23日、THE COLLECTORSとして加藤ひさし還暦記念バースデーライブが行われる。

## 人物
- 身長は183cm。体重は78kg。血液型はA型[1]。
- 好きな映画は、『テオレマ』、『茂みの中の欲望』、『コレクター』など。[1]『コレクター』は、自身のバンド「ザ・コレクターズ」の名前の由来である。
- THE BLUE HEARTSの甲本ヒロト、真島昌利とは、お互い前身バンド時代から友人であった。THE BLUE HEARTS結成のおり、加藤にベーシストとして加入するように打診されていた。しかし、モッズとは正反対のロックバンドとの事でモッズスーツは脱げないとの理由で加入を断っている。[2]
- ベスパのオートバイ「P125X」に26年以上乗っている。[1]
- 好きな食べ物は、グリーンカレー、ベトナムのフエ料理など。[1]
- 影響を受けたアーティストはザ・フー[1]、ピンク・フロイド[1]、シド・バレット[1]、レイ・デイヴィス[1]、ピート・タウンゼント[1]、ビートルズ[5]。
- 2007年頃からは、ロックの学園で加藤ひさし教諭として講義を行っている。様々な事柄をロックにとらえた「ロック物理」や「ロック日本史」、「ロック天文学」などを講義している。
- モッズレーベル「ミステリーサークルズ」のプロデューサー。

## 主な楽曲提供

### 作詞
- 矢沢永吉「Oh! ラヴシック」「風の中のおまえ」「THE STRANGE WORLD」「フォーチュン・テイラー」「ヘヴンリー・クルーズ」「ロックンロール・バイブル」「寂しくてたまらない」「バーチャル・リアリティ・ドール」「永遠のひとかけら」「金ピカのドレス」「I have no reason.」「THE TRUTH」「リナ」「ラヴ・ファイター」「Brother!」「愛のいたみ〜LOVE HURTS〜」「#9おまえに」「ロンサムシティ」「フリーダムライダー」「ミッドナイトファイティングボーイ」「Oh Yeah」「ロックンロールドラッグ」「ドクター！ドクター！」「ONLY ONE」「トワイライトにひとり」「居場所」「ワニ革のスーツ」「古いカレンダー」「パニック」「Mr.ビビルラッシー」
- 稲垣潤一「SWEET TRAGEDY」「この道の向こうに」
- フラワーズ「3-D HEAVEN」
- 中島卓偉「イミテイションボーイ」
- 旺福「エブリデイ・ワウ・ワウ（日本語バージョン）」「ドレミ（DO RE MI）（日本語バージョン）」「Coffee Love Song（日本語バージョン）」
- Itsco「真冬のひまわり」
- 野宮真貴「私の知らない私」（野宮真貴と共作）
- 藤井尚之「Silly My Love」

### 作曲
- 小泉今日子「HEART OF THE HILLS」（THE BIKE「Too Shy Boy」の歌詞違い）「TELL ME…」
- 圭修「かくし味」
- 川村万梨阿「ひとりぼっちのヴィーナス」
- 中山忍「CALL ME A GIRL」
- 沢田研二「PLANET」（THE BIKE「僕はひどいパラノイア」の歌詞違い）「生きてる実感」
- BOYSTYLE「BOYS BE STYLISH!」「正義の恋」
- 及川光博「ベストフレンド」「シャンデリア・ラブ」
- チン☆パラ「君にありがとう」（ザ・コレクターズ「ザ・バラッド・オブ・ロンサム・ジョージ」の歌詞違い）
- 海堂ジャン/ゲキレッド（鈴木裕樹）「進めのススメ」（獣拳戦隊ゲキレンジャー 第39話エンディングテーマ）

### 作詞・作曲
- 藤井フミヤ「JOIN TOGETHER」
- 古市コータロー「悲しいのは俺だけかい？」
- AAA「キモノジェットガール」※『21st Century Stars』名義
- 中嶋美智代「夢見る君と僕」※ザ・コレクターズのカバー
- 伊藤銀次「僕は恐竜」※ザ・コレクターズのカバー
- メロン記念日×THE COLLECTORS「青春・オン・ザ・ロード」※メロン記念日とコレクターズによるコラボレーション
- 松たか子「恋のサークルアラウンド」

## 主なプロデュース作品
- パウンチホイール『TITLE』
- FURS『Beat it FURS!』『Life Goes On』

## 主な参加作品
- 『ピチカート・ファイヴ』（1998年） - ピチカート・ファイヴのアルバム「眺めのいい部屋 'a room with a view'」
- 「ひとりじゃないよ」（2016年） - TOSHI-LOW（BRAHMAN）、キヨサク（MONGOL800）らによるプロジェクト「THE HUMAN BREATHS」のチャリティソング
- 『MAGICAL MYSTERY COVERS』（2018年） - THE GOGGLESのトリビュートアルバム「I WANNA CALL YOUR NAME（抱きしめてみたい）」（加藤ひさし&1966カルテット）

## 出演

### テレビ
- 続・BS☆フジイ（2009年1月 - 2010年、BSフジ） - 「加藤先生のロック塾」コーナー[6]
- MA HEADLINES（2024年11月23日〈初回放送〉、ミュージック・エア）[7]

### ラジオ
- MIDNIGHT ROCK CITY（1995年4月 - 1996年9月、NACK5）
- ソング・アプローチ（2013年4月 - 2017年4月2日、NHK-FM）
- 池袋交差点24時 ラジオ版（2021年1月 - 2023年9月、ミュージックバード）

### CM
- SUNTORY「STONES BAR」（2012年6月 - ）[8]
- はごろもフーズ 「シーチキン」『シーチキン兄弟』シリーズ（2016年9月 - 2021年9月）[9]

## 著書
- アメイジング・ストリート（1991年、ソニーマガジンズ）
- 池袋交差点24時（2012年9月24日、Pヴァイン・ブックス） - 加藤ひさし/古市コータロー名義